# Bitwa Sharpe’a
Bitwa Sharpe’a (ang. Sharpe’s Battle) – brytyjski telewizyjny film historyczny z 1995 roku. Film jest częścią cyklu filmów o Richardzie Sharpie, zrealizowanego na podstawie serii powieści o tej postaci autorstwa Bernarda Cornwella.

## Fabuła
Rok 1813. Do brytyjskiej armii Lorda Wellingtona dołącza Królewska Irlandzka Kompania, kontyngent wojsk króla Hiszpanii - Ferdynanda VII. Okazuje się, że Irlandczycy są nieprzygotowani do walki, a ich morale pozostawia wiele do życzenia. Richard Sharpe otrzymuje trudne zadanie zrobienia z nich żołnierzy.

## Główne role
- Sean Bean – Richard Sharpe
- Phelim Drew – Donaju
- Allie Byrne – Lady Kiely
- Liam Carney – O’Rourke
- Oliver Cotton – Loup
- Lyndon Davies – Perkins
- Jason Durr – Lord Kiely
- Hugh Fraser – Wellington